# Sycophila oretilia
Sycophila oretilia är en stekelart som först beskrevs av Walker 1843.  Sycophila oretilia ingår i släktet Sycophila och familjen kragglanssteklar. Inga underarter finns listade i Catalogue of Life.